# بارتون إس. هايز
بارتون إس. هايز (بالإنجليزية: Barton S. Hays)‏ هو رسام أمريكي، ولد في 1826 في غرينفيل في الولايات المتحدة، وتوفي في 1914 في منيابولس في الولايات المتحدة.